# チャモロ標準時
| UTC-3:30 | ニューファンドランド標準時 （ニューファンドランド夏時間はUTC-2:30） |
| UTC-4    | 大西洋標準時（大西洋夏時間はUTC-3）                                 |
| UTC-5    | 東部標準時（東部夏時間はUTC-4）                                     |
| UTC-6    | 中部標準時（中部夏時間はUTC-5）                                     |
| UTC-7    | 山岳部標準時（山岳部夏時間はUTC-6）                                 |
| UTC-8    | 太平洋標準時（太平洋夏時間はUTC-7）                                 |
| UTC-9    | アラスカ標準時（アラスカ夏時間はUTC-8）                             |
| UTC-10   | ハワイ・アリューシャン標準時                                        |

| UTC+10 | チャモロ標準時 |
| UTC-11 | サモア標準時   |

チャモロ標準時（チャモロひょうじゅんじ、Chamorro Standard Time: 略称ChST）は、協定世界時 (UTC) を10時間進ませた標準時である。（UTC+10）

## 主な該当地域
- アメリカ合衆国
  - グアム島
  - 北マリアナ諸島